# 教育經費
教育經費（英文：Education spending）是指國家用在教育的財政支出，一般可包含教育建設及教育事業用支出兩部分。教育建設包含教育土地徵收費用及校園校舍建設的費用；教育事業支出則是通過教育機構為學生和家庭提供指導和輔助服務的費用，包含公立和私立教育機構之教職員的薪水，教學設備的購置及維修的費用，教育費用會對國家經濟發展有積極的幫助，常以教育支出費用和國內生產總值(GDP)的百分比顯示 。 

## 教育經費的分配
教育經費之分配需要考慮很多因素，常用的概念包括有「水平公平」、「垂直公平」及「適足性」。水平公平強調同樣處境的學生應分配到同樣的教育經費，例如同樣的中學生讀同樣的課程應分配到同樣的教育經費；垂直公平則主張不同類別的學生應分配到不同的教育經費，對於條件不相同者給予差別待遇，例如弱勢學生及學習障礙學生應得到較多的教育經費；適足性則是以不同程度的學生，提供充足的教育資源，以達成預定學習的成果。世界銀行專家建議開發中國家應該將教育經費配置到初等教育階段，但也有學者認為高等教育的人力培育仍然是重點，否則難以維繫國家的長期發展。依OECD統計，於2010年至2014年之間，雖然學生入學率相較同期略有下降，高等教育院校的開支卻是增加，且比小學，中學和大專非高等教育機構的支出增加成長高，反映政府和社會對高等教育的重視。但此教育支出的成長率並未追上國內生產總值(GDP)的成長率，所以多數國家在教育經費支出占同期GDP的百分比，有下降的趨勢。

## 各國教育經費占國內生產毛額比率表
| 國家       | 各級教育總計 | 統計年度 |
| ---------- | ------------ | -------- |
| 臺灣       | 5.1          | 2016     |
| 日本       | 4.5          | 2013     |
|            | 5.9          | 2013     |
| 美国       | 6.2          | 2013     |
| 加拿大     | 6.1          | 2013     |
| 英国       | 6.7          | 2013     |
| 法國       | 5.3          | 2013     |
| 德国       | 4.3          | 2013     |
| 義大利     | 4.0          | 2013     |
| 西班牙     | 4.3          | 2013     |
| 比利时     | 5.8          | 2013     |
| 荷蘭       | 5.5          | 2013     |
| 芬兰       | 5.7          | 2013     |
|            | 5.6          | 2013     |
| 新西兰     | 6.5          | 2013     |
| 印度尼西亞 | 2.8          | 2013     |
| 巴西       | 5.2          | 2013     |

## 註腳
1. ↑  . OECD Data.   [2018-07-27]. （原始内容存档于2018-07-11） （英语）.
2. ↑  郑家亨，莫曰达，铁大章，蒋光远 (编). . 中國知網.   [2018-07-27] （中文（中国大陆））.[]
3. ↑   (PDF). 國家教育研究院: 7–8.   [2018-09-01]. （原始内容存档 (PDF)于2019-08-22） （中文（臺灣））.
4. ↑   (PDF). OECD iLibrary: 24.   [2018-09-01] （英语）.
5. ↑  . 教育部統計處.   [2018-09-01]. （原始内容存档于2019-08-23） （中文（臺灣））.

## 外部連結
- 朱麗文. . 國家發展委員會.   [2018-09-01]. （原始内容存档于2019-08-23） （中文（臺灣））.
- (PDF). 臺灣教育評論月刊.   [2018-09-01]. （原始内容存档 (PDF)于2018-09-20） （中文（臺灣））.
- 李映昕. . 天下雜誌. 2016-09-19  [2018-09-01]. （原始内容存档于2017-09-21）.
- . 自由時報. 2015-12-18  [2018-09-01]. （原始内容存档于2018-12-06）.
- . 中国青年报. 2018-08-28  [2018-09-01]. （原始内容存档于2018-08-28）.
- 黃琲茹. . TVBS NEWS. 2018-09-07  [2018-10-06]. （原始内容存档于2019-08-27）.
- 陶樂比. . 蘋果日報. 2018-12-05  [2018-12-08].